# Phase 6 de l'univers cinématographique Marvel
 Pour plus de détails, voir Fiche technique et Distribution
La phase 6 de l'univers cinématographique Marvel (MCU) est un groupe de films et de séries télévisées de super-héros américains annoncés par Marvel Studios basés sur des personnages qui apparaissent dans les publications de Marvel Comics. La phase 6 présente toutes les productions de Marvel Studios qui devraient sortir de 2025 à 2027, avec Walt Disney Studios Motion Pictures distribuant les films, tandis que les séries sortent sur Disney+.
Les films de la phase incluraient Les Quatre Fantastiques : Premiers pas, avec Pedro Pascal et Vanessa Kirby, pour se conclure par les crossover Avengers: Doomsday et Avengers: Secret Wars, avec le retour de Robert Downey Jr., dans le rôle de Victor Von Fatalis / Docteur Fatalis. Deux films non annoncés devraient sortir en 2026 et 2027. La phase 6, tout comme les phases 4 et 5, constituent la Saga du Multivers.

## Développement
En avril 2014, le président de Marvel Studios, Kevin Feige, a déclaré que des scénarios supplémentaires pour l'univers cinématographique Marvel (MCU) étaient prévus jusqu'en 2028. Lors du Comic-Con de San Diego de juillet 2019, Feige a annoncé que Marvel Studios développait un film sur le groupe des Quatre Fantastiques pour le MCU, avec Les Quatre Fantastiques officiellement confirmé en décembre 2020 ; on croyait que le film ferait partie de la phase 4 à ce moment-là. En avril 2022, Feige a déclaré que lui et Marvel Studios étaient en retraite créative pour planifier et discuter des films MCU pour les 10 prochaines années, et en juin 2022, a déclaré que des informations sur la prochaine saga du MCU seraient fournies dans les mois suivants, Marvel Studios étant « un peu plus direct » sur leurs plans futurs pour fournir au public « une vue d'ensemble [afin qu'ils] puissent voir un tout petit peu plus de la feuille de route » en suivant les indices inclus au cours de la phase 4.
Lors du panel Comic-Con de San Diego de Marvel Studios en juillet 2022, Feige a annoncé que Thunderbolts conclurait la phase 5, Les Quatre Fantastiques devenant le premier film de la phase 6. Il a également annoncé que la phase se terminerait avec deux films Avengers : Avengers: The Kang Dynasty et Avengers: Secret Wars, tous deux prévus pour 2025 et 2026 et que l'ensemble des phases 4 à 6 seraient les trois parties de la Saga du Multivers.
Marvel Studios a deux films aux titres inconnus dont la sortie est prévue le 14 février et le 25 juillet 2025, ainsi que deux projets qui devraient sortir entre le milieu et la fin de 2024, un à la fin de 2024, un au début de 2025, deux au début et à la mi-2025.
Les 27 et 28 septembre 2022, Ryan Reynolds et Hugh Jackman annoncent le développement du prochain volet des aventures de Deadpool avec Deadpool 3 prévu pour le 6 septembre 2024 aux États-Unis. Ce film devient donc le premier film de la phase 6 à la place des Quatre Fantastiques étant donné que le projet de film Thunderbolts clôt la phase 5.
Le 18 décembre 2023, Jonathan Majors, engagé depuis 2022 pour incarner le nouvel ennemi des Avengers, Kang le Conquérant, et prévu au casting des deux films Avengers de la phase 6, est exclu des studios Marvel après avoir été reconnu coupable d'agression et de harcèlement envers son ex-compagne. Le cinquième film Avengers perdrait alors son sous-titre The Kang Dynasty.

## Films
| Film                                   | Dates de sortie                                                 | Réalisateur(s)        | Scénariste(s)                                                           |
| -------------------------------------- | --------------------------------------------------------------- | --------------------- | ----------------------------------------------------------------------- |
| Les Quatre Fantastiques : Premiers pas | 25 juillet 2025 23 juillet 2025                                 | Matt Shakman          | Josh Friedman, Peter Cameron, Jeff Kaplan, Ian Springer et Eric Pearson |
| Spider-Man: Brand New Day              | Dates sujettes à modification 31 juillet 2026 29 juillet 2026   | Destin Daniel Cretton | Chris McKenna et Erik Sommers                                           |
| Avengers: Doomsday                     | Dates sujettes à modification 18 décembre 2026 16 décembre 2026 | Anthony et Joe Russo  | Stephen McFeely et Michael Waldron                                      |
| Avengers: Secret Wars                  | Dates sujettes à modification 17 décembre 2027 15 décembre 2027 | Anthony et Joe Russo  | Stephen McFeely et Michael Waldron                                      |
| Blade                                  | À venir                                                         | À venir               | Eric Pearson                                                            |

### Les Quatre Fantastiques: Premiers pas(2025)
Pour plus de détails, voir Fiche technique et Distribution.
Lors de la Comic-Con de San Diego de juillet 2019, Kevin Feige a annoncé que Marvel Studios développait un film sur le groupe de super-héros Les Quatre Fantastiques pour l'univers cinématographique Marvel (MCU), avec Jon Watts annoncé comme réalisateur en décembre 2020. Watts a démissionné en avril 2022 pour faire une pause dans les projets de super-héros. Le tournage devrait commencer en 2023. Les Quatre Fantastiques devrait sortir le 8 novembre 2024.
Kevin Feige a précisé, lors d'une interview au Hollywood Reporter le 27 juillet 2022, que ce film ne sera pas une origin-story comme ont pu l'être les films de 2005 et 2015.
« A lot of people know this origin story. A lot of people know the basics. How do we take that and bring something that they’ve never seen before? »
— Kevin Feige, The Hollywood Reporter

« Beaucoup de gens connaissent l'histoire des origines. Beaucoup de gens connaissent les bases. Comment pouvons-nous prendre cela et apporter quelque chose qu'ils n'ont jamais vu auparavant ? »
— The Hollywood Reporter
Lors de la D23 Expo du 10 septembre 2022, il a été annoncé que le réalisateur Matt Shakman avait été engagé afin de réaliser le film,.
À la suite du report de Blade après le départ du réalisateur, Marvel Studios repousse la date du film Les Quatre Fantastiques au 14 février 2025.
Son casting principal est dévoilé le 14 février 2024, avec Pedro Pascal dans le rôle de Reed Richards alias Mr Fantastique, Vanessa Kirby dans celui de Sue Storm alias la Femme invisible, Joseph Quinn dans celui de Johnny Storm alias la Torche humaine et Ebon Moss-Bachrach dans celui de Ben Grimm alias la Chose. Par la même occasion, une nouvelle date de sortie est annoncée, le film étant désormais prévu pour le 25 juillet 2025.
Le film change de nom lors du comic con de San Diego 2024, se renommant ainsi The Fantastic Four: First Steps.

### Spider-Man: Brand New Day(2026)
Pour plus de détails, voir Fiche technique et Distribution.
Dès août 2019, une suite à Spider-Man: No Way Home était envisagée. En novembre 2021, après la sortie de No Way Home, la productrice Amy Pascal révèle que Sony et Marvel Studios prévoient une deuxième trilogie Spider-Man, toujours avec Tom Holland dans le rôle-titre, et que le travail d'écriture avait commencé. Chris McKenna et Erik Sommers étaient toujours attachés au scénario mais leur travail a été mis en pause après la grève des scénaristes de 2023.
Après des discussions, Destin Daniel Cretton, qui a déjà réalisé Shang-Chi pour Marvel Studios, est confirmé à la réalisation en septembre 2024. Le tournage est prévu pour la mi-2025 et la sortie prévue aux États-Unis au 24 juillet 2026. 
Le titre officiel, Spider-Man: Brand New Day, a été annoncé lors du CinemaCon le 1er avril 2025, avec une date de sortie prévue fin juillet 2026.

### Avengers: Doomsday(2026)
Pour plus de détails, voir Fiche technique et Distribution.
À la Comic-Con de San Diego en juillet 2022, Marvel Studios a annoncé Avengers: The Kang Dynasty, dont la sortie est prévue le 2 mai 2025.
Le 15 septembre 2022, il est annoncé que Jeff Loveness a été choisi pour écrire le scénario du film. Il a également été le scénariste d'épisodes de Rick et Morty et du film Ant-Man et la Guêpe : Quantumania. En novembre 2023, après le mauvais accueil du troisième film Ant-Man et le succès de la série Loki, Marvel annonce que Michael Waldron, déjà associé à Secret Wars, remplace Loveness à l'écriture.
Destin Daniel Cretton, réalisateur du film Shang-Chi, était associé au projet avant de le quitter pour se consacrer à la série centrée sur Wonder Man.
En décembre 2023, après la condamnation de Jonathan Majors, l'acteur devait interpréter Kang, le film perd son sous-titre.
Lors du Comic-con 2024, le titre Avengers: Doomsday est révélé, et Robert Downey Jr., auparavant interprète de Tony Stark/Iron Man dans les films du MCU, est annoncé pour le rôle du Doctor Fatalis, aux côtés de Pedro Pascal, Vanessa Kirby, Joseph Quinn et Ebon Moss-Bachrach qui reprennent leurs rôles des Quatre Fantastiques, avec les frères Russo à la réalisation du film.
La sortie est d'abord prévue en France pour le 29 avril 2026, avant d'être repoussée au 16 décembre 2026.

### Avengers: Secret Wars(2027)
Pour plus de détails, voir Fiche technique et Distribution.
À la Comic-Con de San Diego Comic-Con en juillet 2022, Marvel Studios a annoncé Avengers: Secret Wars, dont la sortie est prévue le 7 novembre 2025.
Le 3 octobre 2022, Michael Waldron, créateur de Loki et scénariste de Doctor Strange in the Multiverse of Madness, est annoncé à l'écriture du scénario de Secret Wars.
À la suite du report de Blade après le départ du réalisateur, Marvel Studios repousse la date du film Secret Wars au 1er mai 2026.
Lors de la Comic-Con 2024, le film est annoncé pour une sortie en mai 2027 et sera réalisé par les frères Russo ; la date est ensuite repoussée au 15 décembre 2027.

### Blade(date inconnue)
Pour plus de détails, voir Fiche technique et Distribution.

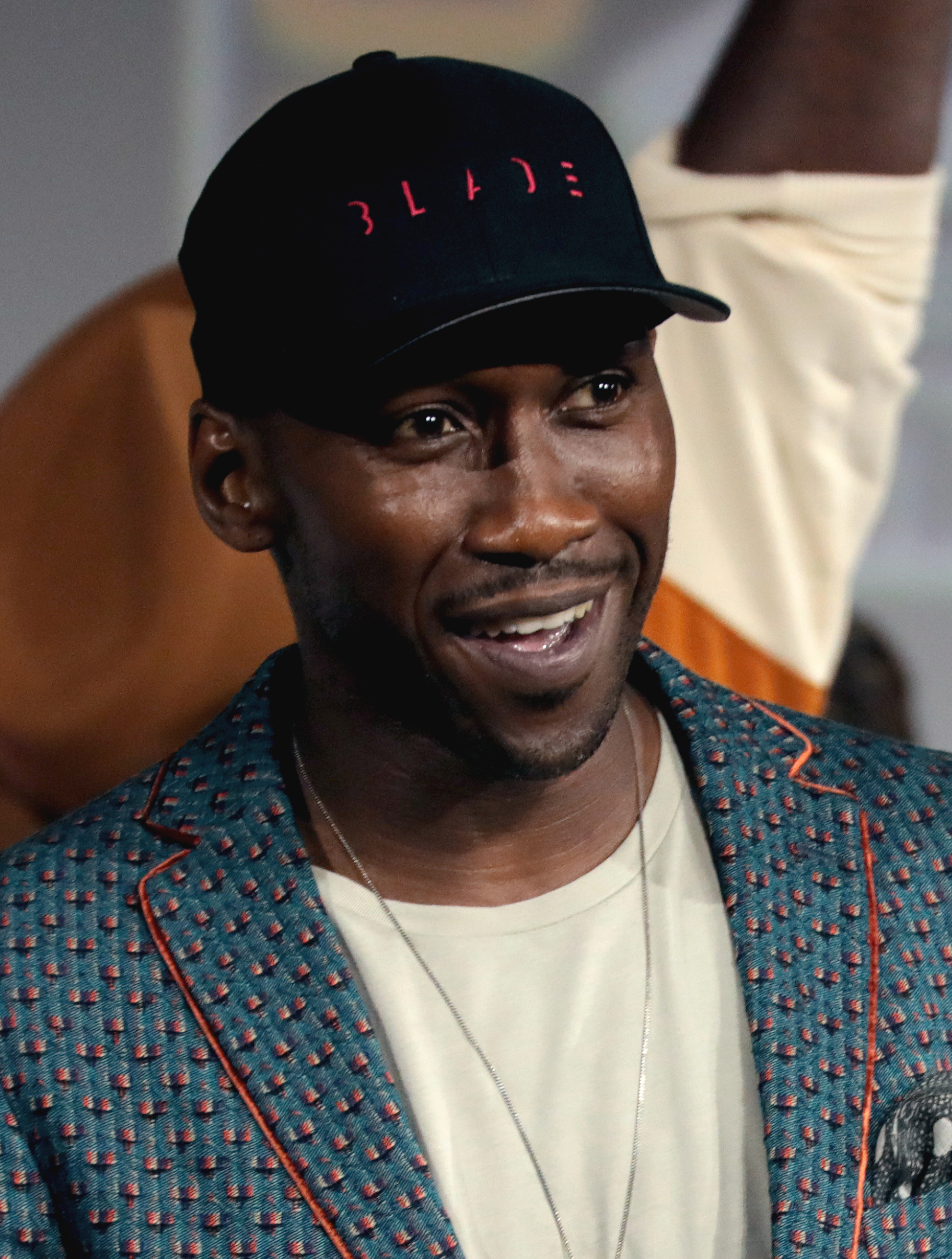
Mahershala Ali qui incarnera Blade dans ce film.

En mai 2013, Marvel Studios avait un scénario de travail pour un nouveau film Blade après avoir récupéré les droits après la série de films précédente de New Line Cinema. En février 2019, Mahershala Ali a contacté Marvel Studios pour jouer dans un nouveau film après avoir précédemment interprété Cornell "Cottonmouth" Stokes dans Luke Cage de Marvel Television ; Kevin Feige a officiellement annoncé le film avec Ali en juillet dans le rôle-titre au Comic-Con de San Diego. Ali a d'abord eu un caméo vocal non crédité en tant que Blade dans Eternals (2021). En 2021, Stacy Osei-Kuffour a été embauchée pour écrire le film en février tandis que Bassam Tariq avait été embauché pour réaliser en septembre. Le tournage devait commencer en octobre 2022, aux studios Tyler Perry à Atlanta, en Géorgie, et se dérouler également à la Nouvelle-Orléans, à Cleveland et au Maroc. Blade devait sortir le 3 novembre 2023.
L'Ebony Blade doit être présentée dans le film après son apparition aux côtés de Blade dans Eternals.
Le 28 septembre 2022, Bassam Tariq quitte son poste de réalisateur du film. Deux semaines plus tard, Marvel Studios annonce que la sortie de Blade est repoussée d'un an, au 6 septembre 2024. Yann Demange est finalement engagé à la réalisation en novembre 2022, et Michael Starrbury est chargé de réécrire le script. Le 12 juin 2024, Marvel annonce que Demange a à son tour quitté le projet. Le 22 octobre 2024, Disney supprime Blade de son calendrier de sortie et le remplace par Predator: Badlands

## Séries télévisées
Toutes les séries de la phase 6 sont diffusées sur Disney+.
| Série                             | Saison(s) | Saison(s) | Épisodes | Sortie originale  | Sortie originale  | Show runner                     | Réalisateur(s)                  | Statut           |
| Série                             | Saison(s) | Saison(s) | Épisodes | Première sortie   | Dernière sortie   | Show runner                     | Réalisateur(s)                  | Statut           |
| --------------------------------- | --------- | --------- | -------- | ----------------- | ----------------- | ------------------------------- | ------------------------------- | ---------------- |
| Eyes of Wakanda                   |           | 1         | 4        | 1er août 2025     | 1er août 2025     | Todd Harris                     | Todd Harris                     | Terminée         |
| Marvel Zombies                    |           | 1         | 4        | 24 septembre 2025 | 24 septembre 2025 | Bryan Andrews (en) et Zeb Wells | Bryan Andrews (en) et Zeb Wells | Post-production  |
| Wonder Man                        |           | 1         | 8        | Décembre 2025     | À venir           | Andrew Guest                    | Destin Daniel Cretton           | Post-production  |
| Vision Quest                      |           | 1         | 8        | 2026              | À venir           | Terry Matalas                   | Vincenzo Natali                 | Post-production  |
| Daredevil: Born Again             |           | 2         | 8        | Mars 2026         | À venir           | Dario Scardapane                | Justin Benson et Aaron Moorhead | Post-production  |
| Votre fidèle serviteur Spider-Man |           | 2         | À venir  | 2026              | À venir           | Jeff Trammell                   | Mel Zwyer                       | En production    |
| Nova                              |           | 1         | À venir  | À déterminer      | À déterminer      | Edward Allen Bernero            | À venir                         | En développement |

### Eyes of Wakanda(2025)
Au cours de l'histoire, des guerriers du Wakanda ont parcouru le monde pour récupérer des artefacts chargés de vibranium.
La série a été annoncée par Marvel Studios Animation en décembre 2023, en collaboration avec le studio Proximity Media de Ryan Coogler. En mai 2024, Todd Harris, auparavant storyboarder pour Marvel Studios, est crédité comme créateur et réalisateur de la série,,.
Eyes of Wakanda était initialement prévue pour une diffusion en 2024 sur Disney+. Elle est finalement diffusée en intégralité le 1er août 2025.

### Marvel Zombies(2025)
Une série animée Marvel Zombies a été annoncée lors d'un événement Disney+ Day en novembre 2021, basée sur la série Marvel Comics du même nom.
La série se déroule dans la chronologie alternative introduite dans What If... ? épisode 5 « Et si… des zombies envahissaient la Terre ?! » (2021), et suit un groupe de survivants qui se battent contre d'anciens héros et méchants transformés en zombies.

### Wonder Man(2025)
En juin 2022, Marvel Studios annonce le développement d'une mini-série centrée sur le personnage de Wonder Man produite et réalisé par Destin Daniel Cretton et écrite par Andrew Guest.

### Vision Quest(2026)
Dès octobre 2022, un deuxième spin-off à WandaVision (2021) est annoncé en parallèle de celle qui deviendra Agatha All Along (2024). Alors appelée Vision Quest, elle était centrée sur la Vision, avec Jac Schaeffer au scénario et à la production, avec Paul Bettany reprenant le rôle. Schaeffer abandonne le poste en mai 2024 pour se concentrer sur Agatha All Along, et Marvel Studios engage alors Terry Matalas (en) pour redévelopper la série et agir en tant que showrunner ; Bettany confirme être toujours impliqué. Le tournage est prévu pour la fin 2024 au Royaume-Uni, pour une diffusion sur Disney+ en 2026.

### Nova(2027)
Nova est une future série basée sur le personnage du même nom. 
Le 16 mars 2024, Brad Winderbaum, responsable du streaming, de l'animation et de la télévision chez Marvel, a confirmé que Nova était en développement chez Marvel Studios.
le 17 décembre 2024, il est annoncé que Ed Bernero, connu pour avoir été le showrunner de la série Esprits Criminels, sera le showrunner de la série Nova, et que la série se focalisera sur Richard Rider, le premier Nova. Cette série devrait arriver vers 2027.

## Téléfilms
| Téléfilms    | Date de sortie sur Disney+ | Réalisateur(s)        | Scénariste(s)                         | Producteur  | Statut        |
| ------------ | -------------------------- | --------------------- | ------------------------------------- | ----------- | ------------- |
| The Punisher | 2026                       | Reinaldo Marcus Green | Jon Bernthal et Reinaldo Marcus Green | Kevin Feige | En production |

### The Punisher (2026)
Pour plus de détails, voir Fiche technique et Distribution.
Le 24 février 2025, Brad Winderbaum, responsable du streaming sur Disney+ pour Marvel Television, annonce la préparation d'une présentation spéciale centrée sur le Punisher écrit et réalisé par  Reinaldo Marcus Green pour une diffusion prévue en 2026. Jon Bernthal qui reprendra une nouvelle fois le rôle titre après les séries Netflix Daredevil et The Punisher ainsi que Daredevil: Born Again sur Disney+ est également annoncé à la co-écriture du script.